# Über die Liebe

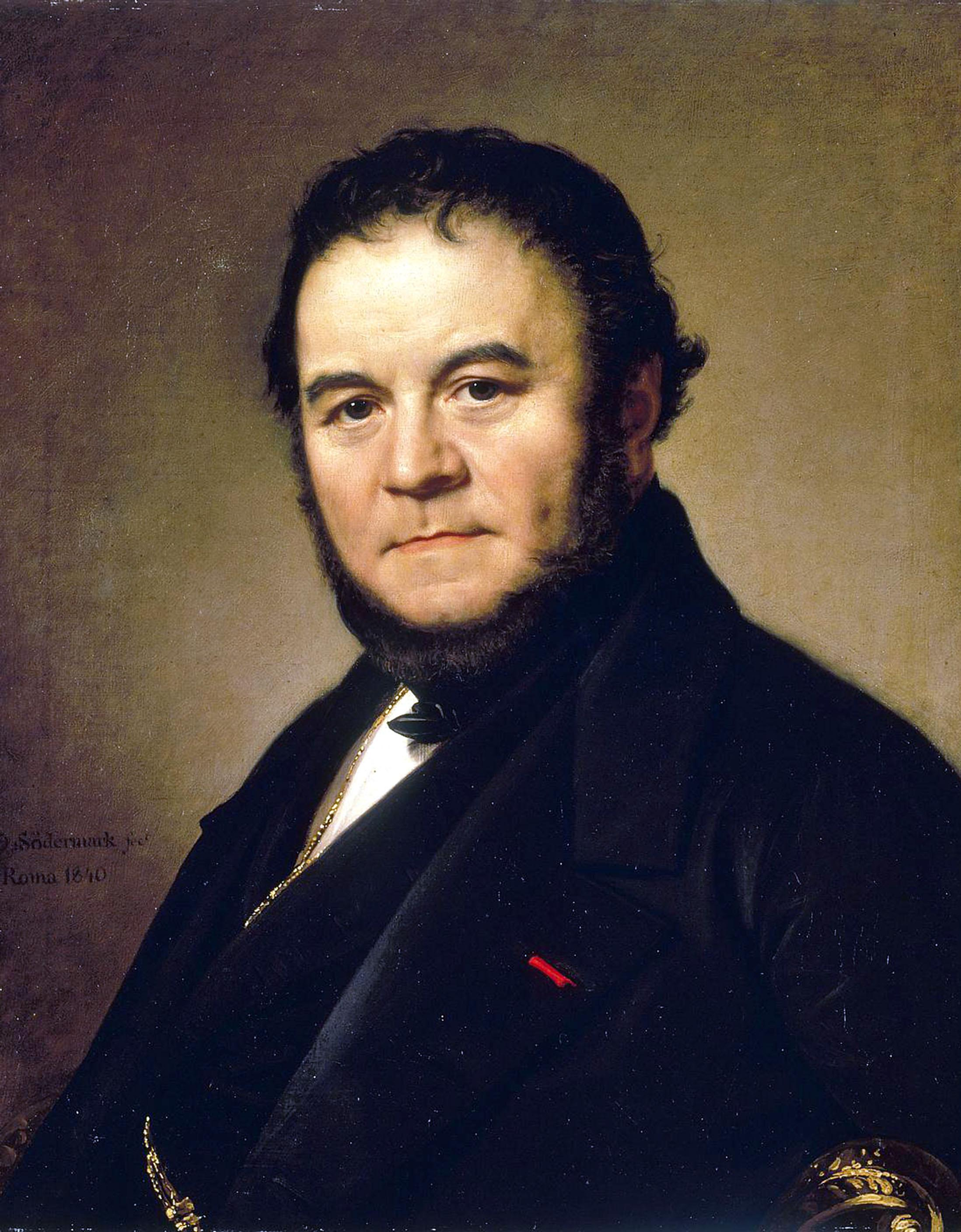
Stendhal

Über die Liebe (französisch De l’amour, auch übersetzt als Von der Liebe) sind Aufzeichnungen des französischen Schriftstellers Stendhal, die 1822 publiziert worden sind. Anlass für De l'amour, in denen er den berühmt gewordenen Begriff der Cristallisation erfindet und beschreibt, war seine unglückliche Liebe zu Matilde (Matilde Viscontini Dembowski).

## Versuch über die Liebe
Stendhal präsentiert 1822 eine „Physiologie der Liebe“, wie er seine Zusammentragung gelegentlich nannte, in der er auf essayistisch-philosophische Weise die Liebe untersuchen möchte. Die etwas ungezwungen wirkenden Aufzeichnungen vermitteln nicht den Anspruch einer (natur)wissenschaftlichen Abhandlung, das war auch nicht Stendhals Absicht. Dennoch versucht der französische Schriftsteller ernsthaft, Gesetzmäßigkeiten der Liebe sowie ihre Ausprägungen und Nuancen aufzuspüren und einige grundlegende Leitlinien herauszuarbeiten. Denn seiner Meinung nach sollten die Menschen die Liebe nicht allein als Empfindung wahrnehmen, sondern den Mut haben, über sie nachzudenken, damit sie „bewusst in der Ebene des Geistes reflektiert und objektiviert werde.“

## Aufbau

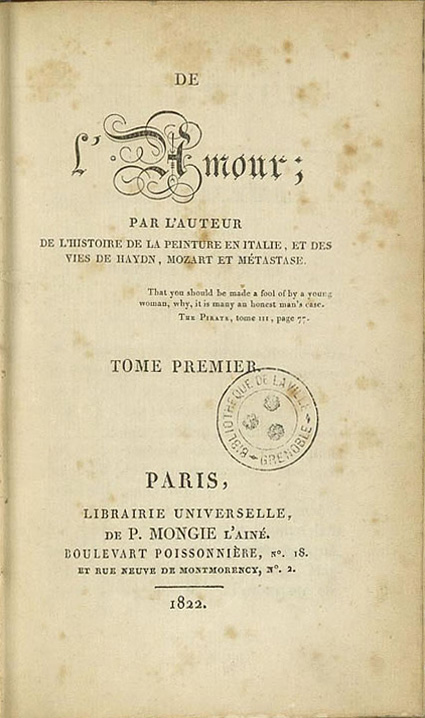
Stendhal: De l'Amour, Erstausgabe: Mongie, Paris, 1822 (Bibliothèque municipale de Grenoble)

Über die Liebe (De l’amour) teilt sich in zwei Bücher. Das erste davon umfasst 39 Kapitel, von denen nicht alle mit einer Überschrift versehen wurden. In diesem Teil geht Stendhal auf das Funktionieren der Liebe als Gefühl ein. Er untersucht das Entstehen der Liebe und wie sie sich entwickelt. Wichtiges Schlagwort in diesem Bezug ist die Kristallisation (cristallisation). Stendhal zeichnet das Bild einer sich immer weiter verändernden und neue Facetten bildenden Liebe.
Neben anderen Eigenarten, die mit dem Verliebtsein verbunden sind – wie zum Beispiel Hoffnung (espérance), Scham (pudeur) oder Blicke (regards) –, schreibt Stendhal auch über die Schattenseite der Empfindung wie Stolz (orgueil) und Eifersucht (jalousie). Liebe kann auch eine Krankheit sein, die den Menschen verwirrt und seine Phantasie Dinge sehen lässt, die nicht der Realität entsprechen. Eine weitere Verirrung ist auch das Stechen oder der „Dorn“ der Eigenliebe (la pique d’amour-propre).
Das zweite Buch ist unterteilt in 59 Kapitel, die alle Überschriften tragen. Schon aus ihnen wird ersichtlich, dass Stendhal sich den sozialen und gesellschaftlichen Ausprägungen widmet. Vor allem beschreibt er „nationale“ Eigenheiten, das heißt, er versucht die Liebe in Frankreich, England, Italien, Spanien und noch ein paar weiteren Ländern unter dem Gesichtspunkt der geographisch-klimatischen Ausgangslage zu schildern. Während die Engländer zum Beispiel tendenziell kühl und distanziert seien, sei die Liebe in Italien freier und hedonistischer.
Er nimmt ebenfalls Bezug auf gesellschaftspolitische Phänomene, wie die Erziehung der Frauen (l’éducation des femmes) und die Ehe (mariage). Die Bildung der Frauen – sofern man davon sprechen könne – sei „Frucht des Zufalls und der Überheblichkeit“ Stendhal kritisiert, dass gute und reiche Fähigkeiten junger Frauen ungenutzt blieben, weil ihnen eine Sklavenerziehung (éducation d’esclave) auferlegt werde.
Abgeschlossen wird Von der Liebe mit Fragmenten und einer losen Sammlung von Gedanken und Aphorismen.
Er lässt in seinen Texten eine Reihe von Beispielen aus der Literatur einfließen, um das Funktionieren und Nuancen der Liebe zu erläutern.

## Arten der Liebe
Stendhal schreibt seine Erkenntnisse über die Liebe vorzugsweise aus der Sicht des Mannes. Die vier Arten der Liebe, die er präsentiert, erscheinen bei jedem Geschlecht in unterschiedlicher Ausprägung. Grundsätzlich handelt es sich um Prinzipien, die in Subarten unterteilbar sind, die aber ohne Konsequenz sind für die Gesamtschilderung der Liebe.
Er unterscheidet:
1. Die Liebe aus Leidenschaft: Es ist quasi das Verliebtsein und erfüllende Gefühl der Liebe, die nicht nur zwischen Mann und Frau bestehen muss, sondern auch die Liebe der Eltern zum Kind oder die Liebe einer Nonne zu Gott umfasst.
2. Die Liebe aus Galanterie: Stendhal vergleicht sie mit einem Gemälde, in dem die Farben nicht ins Düstere sinken dürfen. Stets muss ein warmer Farbton vorherrschen. Allerdings wird die Liebe bewusst aufrechterhalten, so wie der Maler eben gezielt die Farben einsetzen kann. Es gibt nichts Unerwartetes in der Liebe, sie ist vielmehr ein Ritual, dessen Regeln man beherrschen muss. Insofern ist sie mehr Schein und Illusion, die auf galante und höfliche (höfische) Weise genährt werden. Dieser Umgang mit der Liebe meint vor allem die höfische Liebe, wie sie im 18. Jahrhundert üblich war.
3. Die Liebe aus Sinnlichkeit: Hinter dem Begriff verbirgt sich der körperliche und sexuelle Aspekt der Liebe. Unabhängig vom Charakter, schreibt Stendhal, beginnt sie bei jedem um die 16 Jahre aufzublühen. Es ist Liebesfreude, ausgelöst durch körperliche Reize. Sie ist abgegrenzt zur leidenschaftlichen Liebe, die eher eine geistige ist. Die sinnliche Liebe ist bei leidenschaftlichen, zartdenkenden Menschen untergeordnet, weil sie in der Liebe ein (geistiges) Ideal verspüren. Die schlichte, körperliche Befriedigung erstickt vielmehr die Leidenschaft.
4. Die Liebe aus Eitelkeit: Diese Form hat kaum etwas mit wahrer Leidenschaft zu tun. Vielmehr ist sie eine Art Eigenliebe, und eine Frau soll lediglich den Wert des Mannes unterstreichen, so als hielte er sich ein Pferd, das er stolz unter seinen Freunden präsentieren kann. Die Verbindung mit einer Frau gleicht somit mehr einer Zweckbindung als einer Relation aus Gefühl. Dafür besitzt diese Art häufig eine Beständigkeit ohnegleichen. Erst wenn die Verbindung aufgelöst ist, treten Emotionen auf den Plan. Sie entspringen verletzter Eitelkeit, ergehen sich in romanhaften Vorstellungen und sind damit mehr auf Imagination als auf Wahrheit gegründet. So trauert man der Verflossenen nach, fühlt sich melancholisch und um die Zukunft betrogen.

## Entstehung der Liebe
Stendhal zeichnet in dem gleichnamigen Kapitel das Aufkommen und den Verlauf der Liebe nach.
- Frauen erregen Bewunderung bei den Männern.
- Dazu kommt die Vorstellungskraft, zum Beispiel wie es wohl wäre, die bewunderte Person zu küssen.
- Es gesellt sich die Hoffnung dazu. Während man aufmerksam auf Vorzüge des anderen achtet, sucht man auch nach Zeichen der Leidenschaft, die einen in eine gewisse Erwartungshaltung versetzen.
- Die Liebe ist entstanden. Freude breitet sich in einem aus, und man möchte die geliebte Person mit allen Sinnen in ihrem Wesen fühlen, berühren, begreifen.
- Die erste Kristallisation. Man malt sich die andere Person in all ihren Vorzügen aus. Das Bild vom anderen erhält eine immer feinere Ausschmückung, sodass man von der Sehnsucht beseelt ist, stets mit dem anderen zusammen zu sein, seine Gegenwart und Vollkommenheit zu genießen. Die immerwährende Erfüllung dieses Glückes führte bald zur Übersättigung.
- Deshalb schleicht sich auch der Zweifel ein. Der Verliebte baut zwar überzeugter auf sein Glück, begehrt aber auch ein Pfand dieser Liebe. Tritt er zu siegesgewiss auf, stößt er auf Gleichgültigkeit oder Abweisung. Diese scheinbare Kälte stachelt ihn jedoch umso mehr an und hält die Liebe am Leben.
- Die zweite Kristallisation. Euphorie folgt dem Zweifel, der Verliebte durchlebt ein Wechselbad der Gefühle, das umso euphorischer enden kann oder auch in einer Enttäuschung. Laut Stendhal beherrschen den Verliebten drei Gedanken: Die geliebte Person vereint in sich alle Vorzüge; Sie liebt ihn; Wie kommt er in den Besitz eines Liebesbeweises. Wird er in diesem Gedankengang enttäuscht, muss er sich der Wahrheit bewusst werden (Kristalle zerschlagen), und sie wird neu vorangetrieben. Bei genereller Abweisung zieht er jedoch die gesamte Kristallisation in Zweifel.

## Die Kristallisation
Um die Veränderungen und feinen „Verästelungen“ der Liebe zu charakterisieren, benutzt Stendhal das Bild eines Zweiges ohne Blätter, den man in eine Salzmine bei Salzburg legt. Nach zwei, drei Monaten haben sich an dem nackten Holz Kristalle gebildet, eine Unendlichkeit an Diamanten (une infinité de diamants). Ebenso verhält es sich mit der Person, an der ein Verliebter immer neue Facetten entdeckt. Die oder der Geliebte vervollkommnen sich immer weiter, wie der Zweig in der Salzmine stets mehr und mehr Kristalle ansetzt. Die Liebe ist somit ein dynamischer, nicht stillstehender Prozess. Vor allem ist sie ein Akt des Geistes (opération de l’esprit).
Die cristallisation des oder der Gegenüber liegt im Auge des Betrachters und muss nicht der Realität entsprechen. Zunächst einmal erscheinen einem die Charakterzüge des oder der anderen als wunderbar. Was für andere eine Marotte, ein Mangel ist, gar nervend oder ärgerlich, stellt für den Verliebten einen Vorzug der Person dar. Mit jeder Geste kommen immer wieder Facetten hinzu und machen den oder die Geliebte/n nur noch liebenswürdiger. Die Kristallisation kann auch unterbrochen werden und innehalten, aber grundsätzlich ist es ein lebenslanger Prozess in der Liebe, weil man den anderen Menschen stets besser kennenlernt und die „Kristallbildung“ neu angeregt wird.
Ist man der anderen Person noch nicht nähergekommen, wirkt die Kristallisation vor allem in der Imagination (solution imaginaire). Man malt sich in Gedanken die andere Person in allen Farben und Facetten aus. Auch hier kommen immer wieder neue Eindrücke hinzu und treiben die Phantasie an. Es geht sogar so weit, dass die geliebte Person den Charakterzug annimmt, den man erwartet. Die Kristallisation hängt hier stark von der Vorstellungskraft des oder der Verliebten ab. Nicht zufällig sieht Stendhal auch die Gefahr der Liebe als Krankheit: Die Imagination kann auch lediglich Einbildung bleiben.

## Entstehung
Kurz vor seinem Tod am 22./23. März 1842 schrieb Stendhal ein zweites Vorwort zu Über die Liebe. Sein Buch habe sich in den ersten zehn Jahren sehr schlecht verkauft; es hätten sich nur 17 Käufer gefunden. 
Der Text über die Liebe speist sich vor allem aus Notizen, die Stendhal in Salons machte. Er kritzelte – so behauptet er – mit Bleistift Anekdoten und Geschichten auf Papierfetzen und Theaterprogramme, die er gerade zur Hand hatte. Vor allem im Mailänder Salon schnappte er in Gesprächen viel über die Liebe auf. 1822 übergab er seinem Drucker die zusammengetragenen Notizen, der sich weigerte, die lose Blattsammlung anzunehmen. Erst als die Notizen sauber übertragen waren, wurden 1100 Exemplare gedruckt.

## Rezeption
Die amerikanische Psychologin Dorothy Tennov (1928–2007) rezipierte das Buch in den 1970er und 1980er Jahren im Zuge ihrer Theorie der Limerenz.
Der französische Film De l’amour von Jean Aurel, der 1964 veröffentlicht wurde, basiert auf Stendhals Buch. Die Hauptrollen sind mit Michel Piccoli, Anna Karina und Elsa Martinelli besetzt.

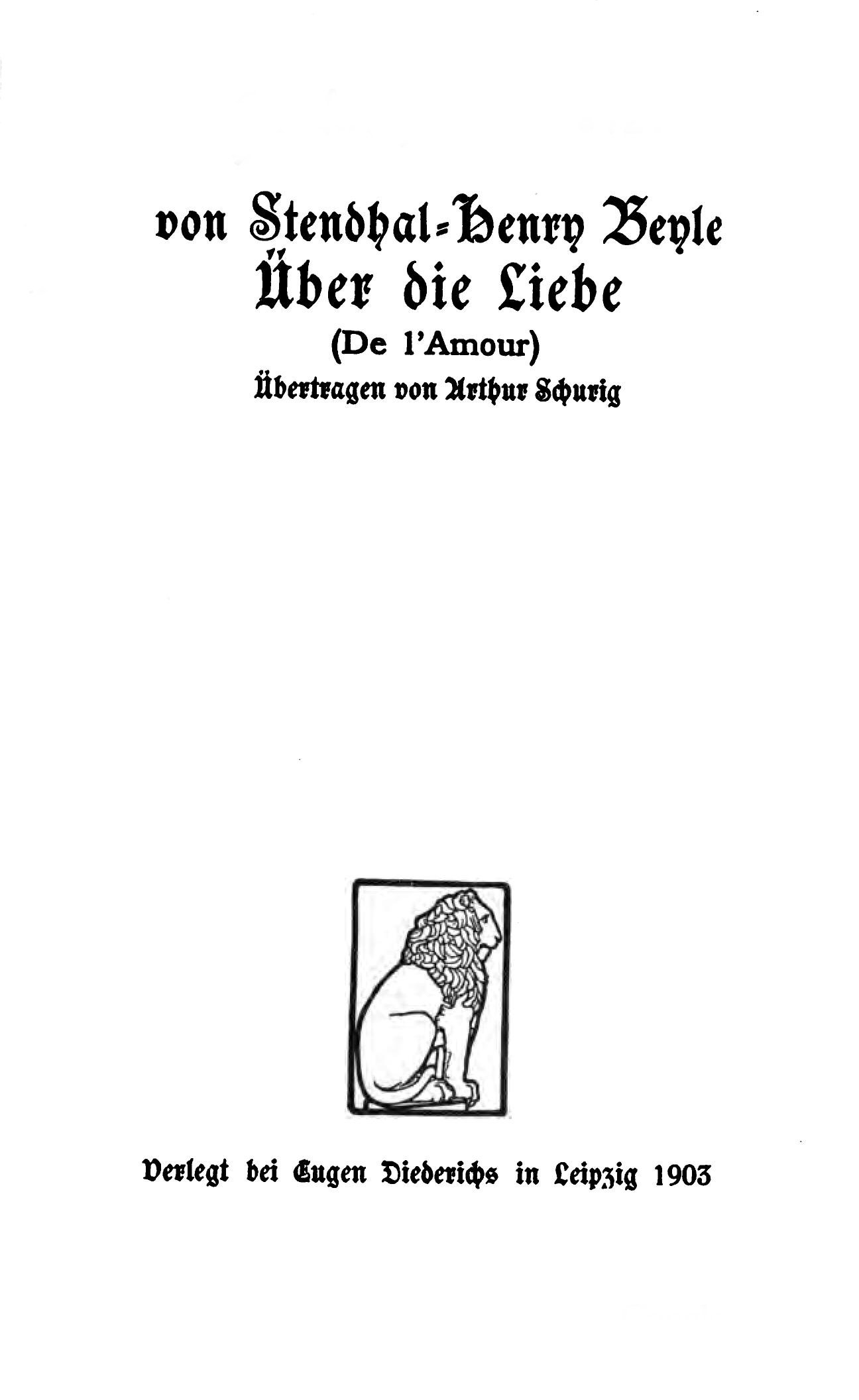
Stendhal: Über die Liebe. Übersetzung von Arthur Schurig, Eugen Diederichs, Leipzig 1903

## Ausgaben
- De l’amour. Par l’auteur de l’Histoire de la peinture et des Vies de Haydn, Mozart et Métastase. 2 Bände. Paris: Mongie l’aîné 1822. [Erstausgabe, anonym].[5]

1833 erschien eine zweibändige, um die Druckfehler der Erstausgabe bereinigte Ausgabe bei Bohaire in Paris.
- De l’amour. Édition présentée, établie et annotée par Victor Del Litto. Paris: Gallimard 1980.

deutsche Übersetzungen
- Über die Liebe. Übertragen und eingeleitet von Arthur Schurig. Leipzig: Diederichs 1903.
- Über die Liebe. Übertragen von Friedrich von Oppeln-Bronikowski. Berlin: Propyläen-Verl. 1921.
- Über die Liebe. Illustriert mit 37 Federzeichnungen. Übertragen von Hans Kades, mit einem Nachwort von Otto Flake. München: Desch 1946.
- Über die Liebe. Übertragen von Walter Widmer. München: Winkler 1953.
- Über die Liebe. Auswahl und Übertragen von Otto F. Best. 1961.  (Piper-Bücherei. 158.)
- Über die Liebe. Übertragen von Günther Steinig. Berlin: Rütten & Loening 1963.
- Über die Liebe. Aus dem Französischen und mit einer Einführung von Walter Hoyer. Frankfurt a. M.: Insel Verlag 1977. (Insel-Taschenbuch.)
- Über die Liebe. Aus dem Französischen von Franz Hessel. Mit Fragmenten, einem Anhang aus dem Nachlass des Autors und einer Anmerkung von Franz Blei. Zürich: Diogenes Verlag 2002. ISBN 3-257-20967-3